# Echo & the Bunnymen (album)
Echo & the Bunnymen è il quinto album dell'omonima band, uscito nel 1987.

## Il disco
Il disco presenta sonorità più solari e meno elaborate rispetto ai dischi precedenti; anche la produzione risulta ben più pulita e luminosa rispetto al passato. L'album segna anche il rientro di Pete De Freitas, dopo un'assenza dal gruppo di qualche tempo. La foto di copertina è di Anton Corbjin.

Nel 2003 è uscita una versione rimasterizzata del disco con svariate tracce aggiuntive.

## Tracce
(Testi: McCulloch; musiche Sergeant/McCulloch/Pattison tranne dove riportato diversamente)
1. The Game – 3:50
2. Over You – 4:01
3. Bedbugs and Ballyhoo (Sergeant/McCulloch/Pattison/De Freitas)– 3:28
4. All in Your Mind (Sergeant/McCulloch/Pattison/De Freitas) – 4:32
5. Bombers Bay – 4:22
6. Lips Like Sugar – 4:52
7. Lost And Found – 3:37
8. New Direction – 4:45
9. Blue Blue Ocean – 5:08
10. Satellite (Sergeant/McCulloch/Pattison/De Freitas) – 3:04
11. All my Life - 4:07

tracce bonus:
1. "Jimmy Brown" – 4:07
2. "Hole in the Holy" – 4:44
3. "Soul Kitchen" (The Doors) – 3:56
4. "The Game" (demo) – 3:57
5. "Bedbugs and Ballyhoo" (versione originale) – 3:41
6. "Over Your Shoulder" – 4:10
7. "Bring on the Dancing Horses" (extended mix) – 5:50

## Formazione
- Ian McCulloch - voce, chitarra
- Will Sergeant - chitarra
- Les Pattinson - basso
- Pete de Freitas - batteria

## Musicisti aggiunti
- Henry Priestman - tastiere
- Jake Brockman - tastiere
- Ray Manzarek - tastiere